# Johannes Bach (Politiker, 1792)
Johannes Bernhard Bach (* 3. Februar 1792 in Rhoden (Diemelstadt); † 12. April 1865 ebenda) war ein deutscher Bäcker und Politiker.

## Leben
Johannes Bernhard Bach wurde als Sohn des Maurers Johann Jakob Bach (1768–1819) und dessen Gemahlin Klara Elisabeth Herbold (1763–1809) geboren. Er erlernte den Beruf des Bäckers, wurde Bäckermeister und ging in die Verwaltung. Hier war er für die Finanzen in seinem Heimatdorf verantwortlich. Zu Beginn des Jahres 1835 wurde er dort Bürgermeister. In diesem Amt blieb er bis 1848. Im selben Zeitraum gehörte er dem Landtag des Fürstentums Waldeck-Pyrmont an. Johannes war in erster Ehe mit Johanne Frederike Meyer (1796–1837) verheiratet. Nach ihrem Tod heiratete er am 3. September 1837 Johanna Wilhelmine Ochse (1815–1879). Aus der Ehe stammt der Sohn Johannes Bernhard August, der ebenfalls Abgeordneter im Landtag war.